# Sharía

Mapa de países y su utilización de la ley islámica:
Sharía a nivel estatal.
Los países miembros de la OCI que no tienen la sharía como base de su sistema judicial.
Sharía a nivel regional.
Sharía como ley familiar.

La sharía o ley islámica (en árabe: شَرِيعَة‎, romanizado: šarīʕ, lit. 'Vía, ley'’) es el cuerpo de derecho islámico. Constituye un código detallado de su conducta, en el que se incluyen también sus normas relativas a los modos del culto, los criterios de su «moral» y de su vida, aquello que tienen permitido o prohibido y las reglas separadoras entre lo que consideran el bien o el mal. Sin embargo, su identificación con su religión es matizable: aunque está en el islam, no es un dogma ni algo indiscutible, sino objeto de sus interpretaciones.
Denota un modo de vida islámico que es más que un sistema de justicia civil o derecho criminal. Como una cuestión de su conciencia personal y guía moral de conducta, la sharía es adoptada por la mayoría de los creyentes y practicantes musulmanes, en distintos grados; pero, a diferencia de las orientaciones morales de la Biblia para los cristianos, no solo constituye un código religioso de su orientación vital, sino que codifica específicamente su conducta y rige todos los aspectos de su vida.
Ha sido formalmente instituida como ley por ciertos Estados, que se definen como «Estado islámico». En esos casos, los tribunales de justicia se instituyen como tribunal islámico y velan por su cumplimiento. Muchos países del mundo islámico, aunque no se hayan definido de forma completa como Estado islámico, han adoptado parcialmente en su legislación elementos de la sharía (en áreas como las herencias y los testamentos, la regulación de las actividades bancarias y de los contratos, etc.).
El Tribunal Europeo de Derechos Humanos (TEDH) dictaminó que algunas de las prácticas clásicas de la sharía como la lapidación, decapitación, ahorcamiento, amputación de miembros, flagelación, homicidio de apóstatas, implican graves violaciones de los derechos humanos. Algunos pueden considerarse crímenes de guerra o crímenes de lesa humanidad, por ejemplo: las guerras religiosas y el uso de civiles considerados botines de guerra en actos sexuales como esclavos y concubinas.

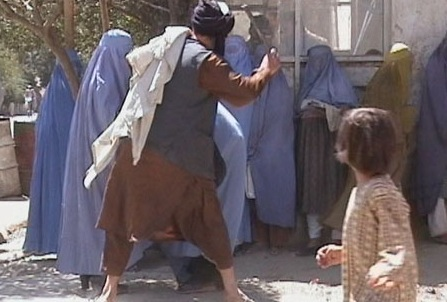
En imágenes grabadas en secreto por la Unión de Mujeres Revolucionarias en Afganistán el 26 de agosto de 2001, una mujer está siendo castigada por la policía religiosa por mostrar su burka (rostro).

En el siglo XXI, el papel de la sharia se ha convertido en un tema cada vez más controvertido en todo el mundo. Hay progresistas que intentan argumentar que la sharia es compatible[cita requerida]  con la democracia, los derechos humanos, la libertad de pensamiento, los derechos de la mujer, los derechos LGBT y la banca. El Tribunal Europeo de Derechos Humanos de Estrasburgo (TEDH) dictaminó en varios casos que la sharia es "incompatible con los principios fundamentales de la democracia". En la era moderna, las leyes tradicionales del mundo musulmán han sido ampliamente sustituidas por estatutos inspirados en modelos europeos. Los procedimientos judiciales y la educación jurídica también se han adaptado a la práctica europea. Aunque las constituciones de la mayoría de los Estados de mayoría musulmana contienen referencias a la sharia, sus normas se mantienen en gran medida sólo en el derecho de familia. El renacimiento islámico de finales del siglo XX trajo consigo llamamientos de los movimientos islámicos a la plena aplicación de la sharia, incluidos los hudud, los castigos corporales, como la lapidación.

## Etimología
La palabra sharía significa literalmente «el camino a la paz». Sirve de guía para todas las actividades de los musulmanes, incluidas las rutinas diarias, las obligaciones familiares y religiosas, y los negocios financieros. Tiene su origen en el Corán y la Sunna: los dichos, prácticas y enseñanzas de Mahoma. Los precedentes y la analogía aplicada por los eruditos musulmanes se utilizan para abordar nuevos problemas. El consenso de la comunidad musulmana también desempeña un papel destacado en la definición de este manual teológico.

## Historia

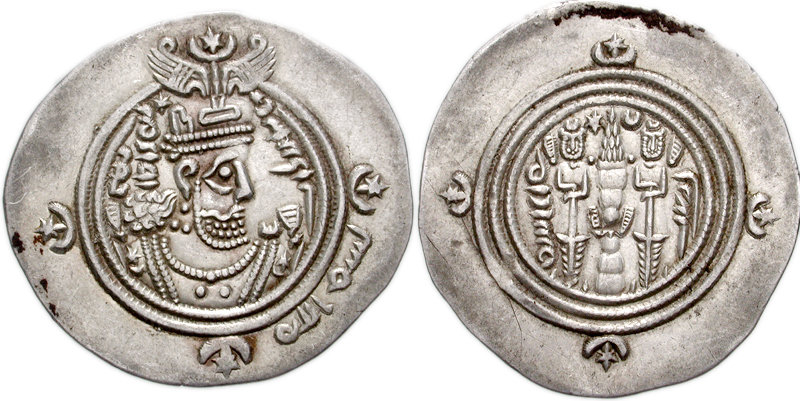
Monedas islámicas del Califato Rashidun, (656). Busto imitando al gobernante sasánida Cosroes II, la creciente y la estrella islámica, la basmala y el fuego (un elemento típico del Zoroastriano). Su uso por parte de un musulmán se considera apostasía en el fiqh clásico. Las prácticas (apuntando a una comprensión secular) están completamente excluidas por los comentarios y fatwas presentados por los ulema más tarde.

Raíces históricas;Qisas (o qesās) (en árabe: قصاص‎) es un término en árabe que significa "igual respuesta," y responde al principio de ojo por ojo, o ley del talión, cuya más temprana enunciación aparece en el Código de Hammurabi.
Qisás (por delitos de matar y herir): es una práctica entendida como represalia en el "orden social tribal" y realizada sobre la base de la "equivalencia social". Dependiendo de si la persona asesinada era hombre o mujer, esclavo o libre, noble o común, se mataba a alguien de la tribu del asesino que es socialmente equivalente a la persona asesinada. Por ejemplo, solo un esclavo puede ser asesinado por esclavo y una mujer por mujer. La condición de "igualdad social" en qisás significa que "si una persona socialmente inferior mata a alguien de la clase alta, se aplicará qisás", mientras que "si alguien de la clase alta mata a alguien de la clase baja, no se puede aplicar".
En este caso, se puede pagar una indemnización (diyya en el islam) a la familia de la persona asesinada. La condición de equivalencia social también se incluye en el Corán:
"¡Oh, creyentes! Se os ha establecido la ley del talión en caso de homicidio: el libre por el libre, el esclavo por el esclavo, sean hombres o mujeres. A quien le sea indultada la pena de muerte por decisión de los familiares directos de la víctima, que agradezca de manera adecuada y que pague la indemnización correspondiente en el plazo establecido. Esto es un alivio de vuestro Señor y una misericordia. Pero quien después de aceptar la indemnización transgrediere [tratando de vengarse del homicida] tendrá un castigo doloroso".
La ley islámica se desarrolla siglos después de la muerte del profeta Mahoma en 632 d. C.. Como cada localidad trató de conciliar las costumbres locales con el islam, la literatura de hadices creció y se convirtió en distintas escuelas islámicas. pensamiento: las escuelas sunitas, Hanbali, Maliki, Shafi'i, Hanafi; y la escuela chiita, Ja'fari. Lleva el nombre de los eruditos que los inspiraron, difieren en el peso que cada uno aplica a las fuentes de las cuales la sharía se deriva, el Corán, el hadiz, los eruditos islámicos, y el consenso de la comunidad.

## Escuelas jurídicas en torno a la ley islámica

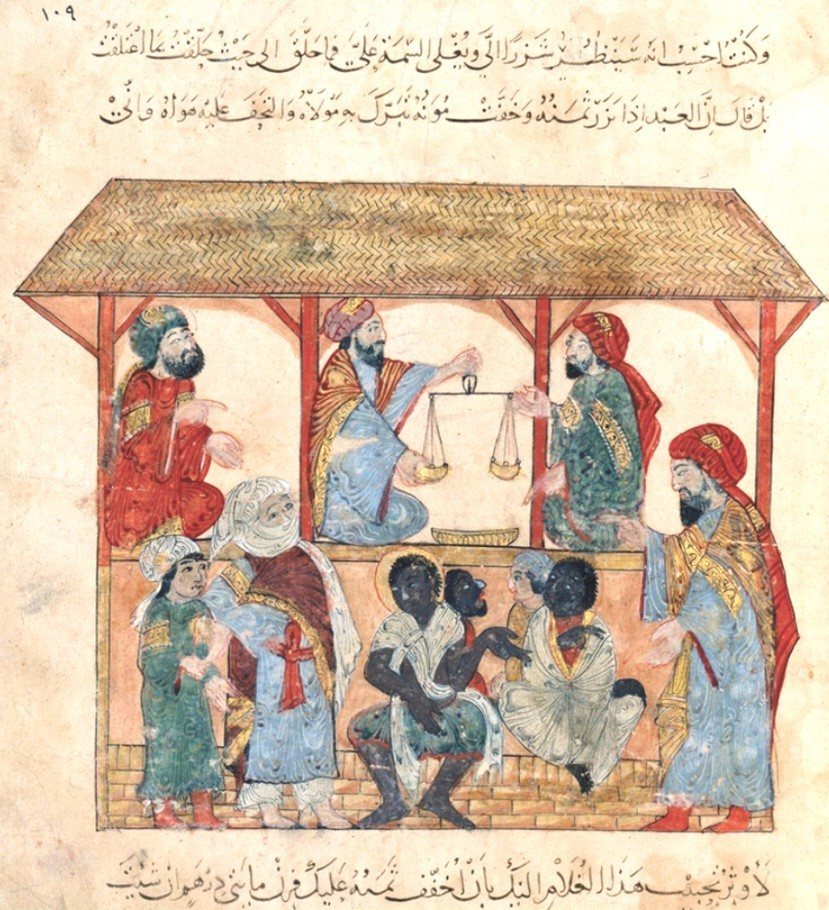
Mercado de esclavos del, Yemen. Los esclavos y las concubinas se consideran propiedad en la Sharia; Se puede comprar, vender, alquilar, regalar, compartir y heredar.

## El hadd

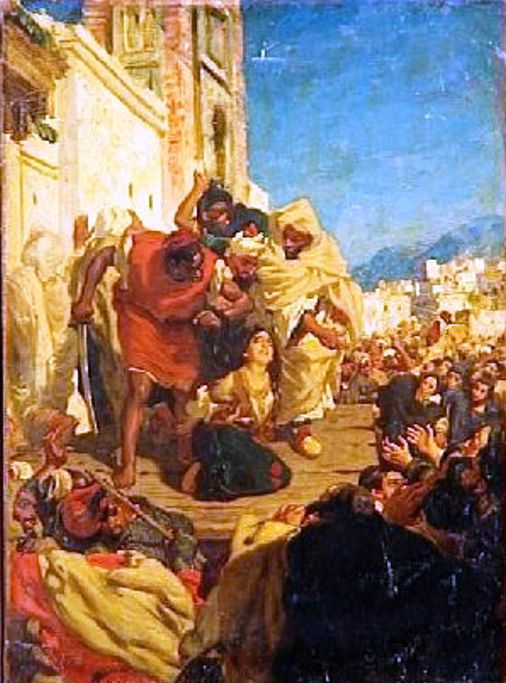
Ejecución de una mujer marroquí (Sol Hachuel) por abandonar el Islam, Alfred Dehodencq

## Derechos de la comunidad LGBTQ

Relaciones entre personas del mismo sexo ilegales:
Pena de muerte (franjas: casos mortales en áreas bajo control militar o ejecuciones extrajudiciales por autoridades locales o nacionales)
Pena de prisión o de muerte de iure, no aplicada de facto
Arrestos, pena de prisión o detenciones ilegal de facto
Pena de prisión de iure, no aplicada de facto (sin arrestos/detenciones en los últimos tres años)